# Vladimir Ščerbakov
Vladimir Aleksandrovič Ščerbakov (in russo Владимир Александрович Щербаков?; Mosca, 26 ottobre 1945 – Mosca, 1993) è stato un calciatore sovietico dal 1991 russo, di ruolo attaccante.

## Carriera

### Club
Cominciò la sua carriera nel CSKA Mosca, dove esordì nella massima serie, appena 18enne, segnando due reti in quattro gare nel 1963.
Passato nel 1964 ai concittadini della Torpedo Mosca, collezionò 116 presenze e 27 reti in campionato in poco più di quattro stagioni. Nel corso della stagione 1968 tornò al CSKA Mosca. Nel 1969 scese in seconda serie con il Politotdel, squadra che immediatamente retrocesso in terza serie.
Chiuse la carriera nel 1972 con lo Šinnik, in seconda serie.

### Nazionale
Giocò una sola partita con la nazionale sovietica: l'amichevole contro la Jugoslavia disputata il 4 settembre 1965; fu sostituito nell'ultimo quarto d'ora da Boris Kazakov.

## Statistiche

### Cronologia presenze e reti in Nazionale
| Cronologia completa delle presenze e delle reti in nazionale ― Unione Sovietica | Cronologia completa delle presenze e delle reti in nazionale ― Unione Sovietica | Cronologia completa delle presenze e delle reti in nazionale ― Unione Sovietica | Cronologia completa delle presenze e delle reti in nazionale ― Unione Sovietica | Cronologia completa delle presenze e delle reti in nazionale ― Unione Sovietica | Cronologia completa delle presenze e delle reti in nazionale ― Unione Sovietica | Cronologia completa delle presenze e delle reti in nazionale ― Unione Sovietica | Cronologia completa delle presenze e delle reti in nazionale ― Unione Sovietica |
| Data                                                                            | Città                                                                           | In casa                                                                         | Risultato                                                                       | Ospiti                                                                          | Competizione                                                                    | Reti                                                                            | Note                                                                            |
| ------------------------------------------------------------------------------- | ------------------------------------------------------------------------------- | ------------------------------------------------------------------------------- | ------------------------------------------------------------------------------- | ------------------------------------------------------------------------------- | ------------------------------------------------------------------------------- | ------------------------------------------------------------------------------- | ------------------------------------------------------------------------------- |
| 4-9-1965                                                                        | Mosca                                                                           | Unione Sovietica                                                                | 0 – 0                                                                           | Jugoslavia                                                                      | Amichevole                                                                      | -                                                                               | 74’                                                                             |
| Totale                                                                          |                                                                                 | Presenze                                                                        | 1                                                                               |                                                                                 | Reti                                                                            | 0                                                                               |                                                                                 |